# David Spicer
Pour les articles homonymes, voir Spicer.

a Compétitions nationales et continentales officielles uniquement.

b Matchs officiels uniquement.
Dernière mise à jour le 10 octobre 2012.
David Spicer, né le 31 mai 1985 à Victoria, est un joueur de rugby à XV canadien évoluant au poste de trois-quarts centre ou comme demi d'ouverture pour l'équipe nationale du Canada.

## Biographie
David Spicer rejoint en octobre le club français du FC Auch après la Coupe du monde 2007. Il fait ses débuts avec la sélection canadienne le 13 novembre 2004 contre l'Angleterre.

## Statistiques en équipe nationale
- 17 sélections en équipe du Canada
- 10 points (2 essais)
- Nombre de sélections par année : 1 en 2004, 1 en 2005, 6 en 2006, 6 en 2007, 1 en 2008, 2 en 2009
- Coupe du monde disputée :
  - 2007 : 3 matchs (Galles, Fidji, Japon)